# Народний палац навчання
Народний палац навчання (кор. 인민대학습당, 人民大學習堂 — інмін-дехак-сиптан) — національна бібліотека КНДР. Будівля бібліотеки розташована на площі імені Кім Ір Сена на березі річки Тедонган.

## Особливості
Збудований у квітні 1982 і відкритий на честь 70-річчя Кім Ір Сена. Будівництво тривало 21 місяць. Будівля витримана у традиційному корейському стилі. Бібліотека, площа якої становила 100 000 м ², має 600 приміщень. Відкритий як «центр для проєкту інтелектуалізації всього суспільства та як храм знань для всіх людей». Будівля бібліотеки здатна розмістити 30 млн томів. У бібліотеці є майже 10 800 документів, книг та посібників, написаних самим Кім Ір Сеном. Іноземні публікації дозволені лише за спеціальним дозволом. Бібліотека також містить праці Кім Чен Іра.
Будучи національною бібліотекою країни, ця установа організовує цикли лекцій з різної тематики та навчальні курси для державних службовців, чиновників з урядового апарату, наукових кадрів. Тут проходять підготовку та перепідготовку представники вищої управлінської ланки КНДР, периферійні кадри та фахівці народного господарства. Кожна прочитана лекція переноситься на звукознімачі, що надаються споживачам у лекційному залі або на замовлення, що надсилаються в інші міста для використання у вузах, на підприємствах. Курси іноземних мов відвідують усі охочі. Відділ перекладів (працюють професійні перекладачі та фахівці-галузевики) готує переклади книг та статей з періодичного друку (насамперед науково-технічної тематики) провідних країн світу. Вони надаються всім користувачам на різних носіях; у звукозаписі — у головному лекційному залі (800 місць), обладнаному відповідною апаратурою, у тому числі для синхронного перекладу. Можливе замовлення копії для індивідуального користування. Загалом у Народному палаці навчання 17 залів для користування ЕОМ та кілька лекційних залів. Як навчання, так і інші послуги надаються безплатно.
Фонд є універсальним. Надходить обов'язковий екземпляр друкованої продукції країни, ведеться міжнародний книгообмін. Крім того, Народний палац навчання є депозитарієм офіційних видань ЮНЕСКО, продовольчої та сільськогосподарської організацій ООН, Всесвітньої організації охорони здоров'я. Усього у фонді — 20 млн екземплярів (2007). Наукова та технічна література виділена в особливий фонд, подальший поділ якого будується за мовно-географічним принципом.
Є 10 спеціалізованих читальних залів на 5000 осіб, абонемент. Працює система «книга — поштою», якою користуються і окремі читачі, і підприємства країни, наукові організації, навчальні заклади, інші установи.
Палац оснащений комп'ютерами, довідково-бібліографічне обслуговування доступне в електронному режимі. Видаються каталоги «Вегук тосо кондон моннок» (외국도서 공동목록, «Зведений каталог зарубіжних книг»), «Інмін техак сиптан моннок» (인민대학습당 목록, «Каталог Народного палацу навчання»), бібліографічні покажчики з різних галузей народного господарства. На міжнародному рівні Народний палац навчання виступає від імені Бібліотечної асоціації КНДР, співпрацює з ІФЛА, іншими зарубіжними бібліотечними організаціями.
Є національним центром дослідження ідей Чучхе, в якому є гід, який розповідає щодня протягом 90 хвилин про дослідження Кім Ір Сена та Кім Чен Іра. Також проводяться лекції та з інших предметів.

## Галерея

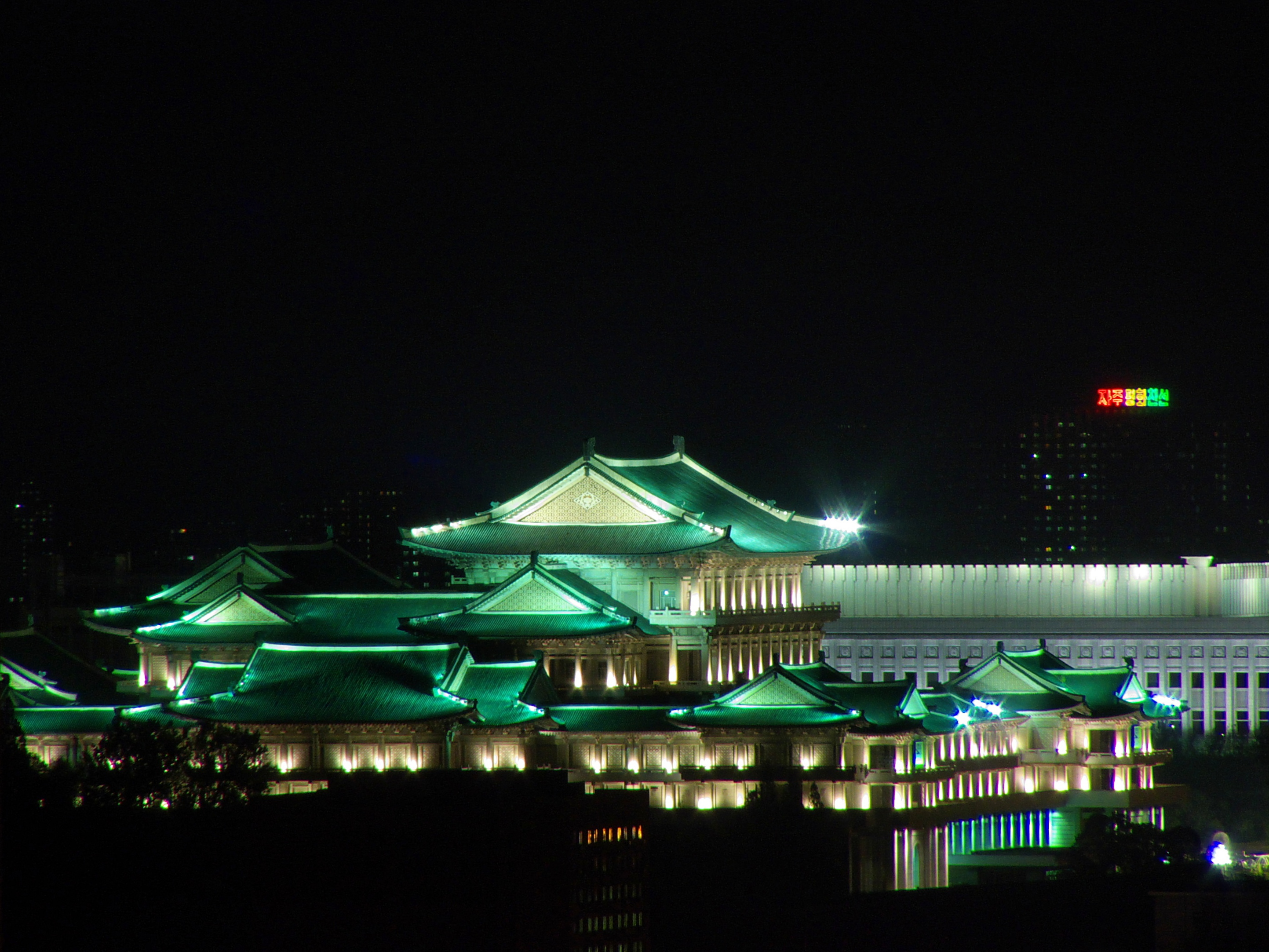
Народний палац навчання вночі
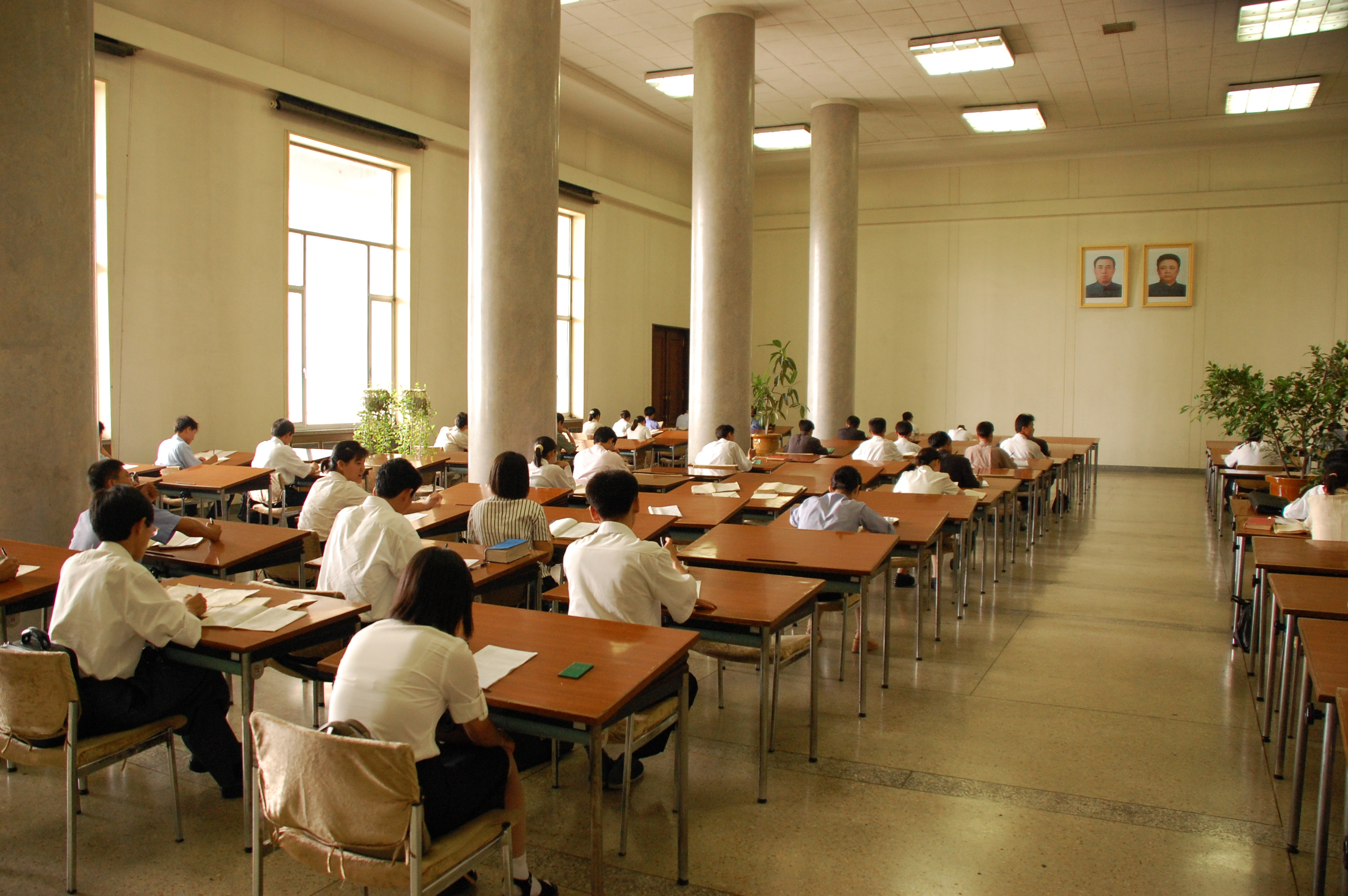
Читальний зал
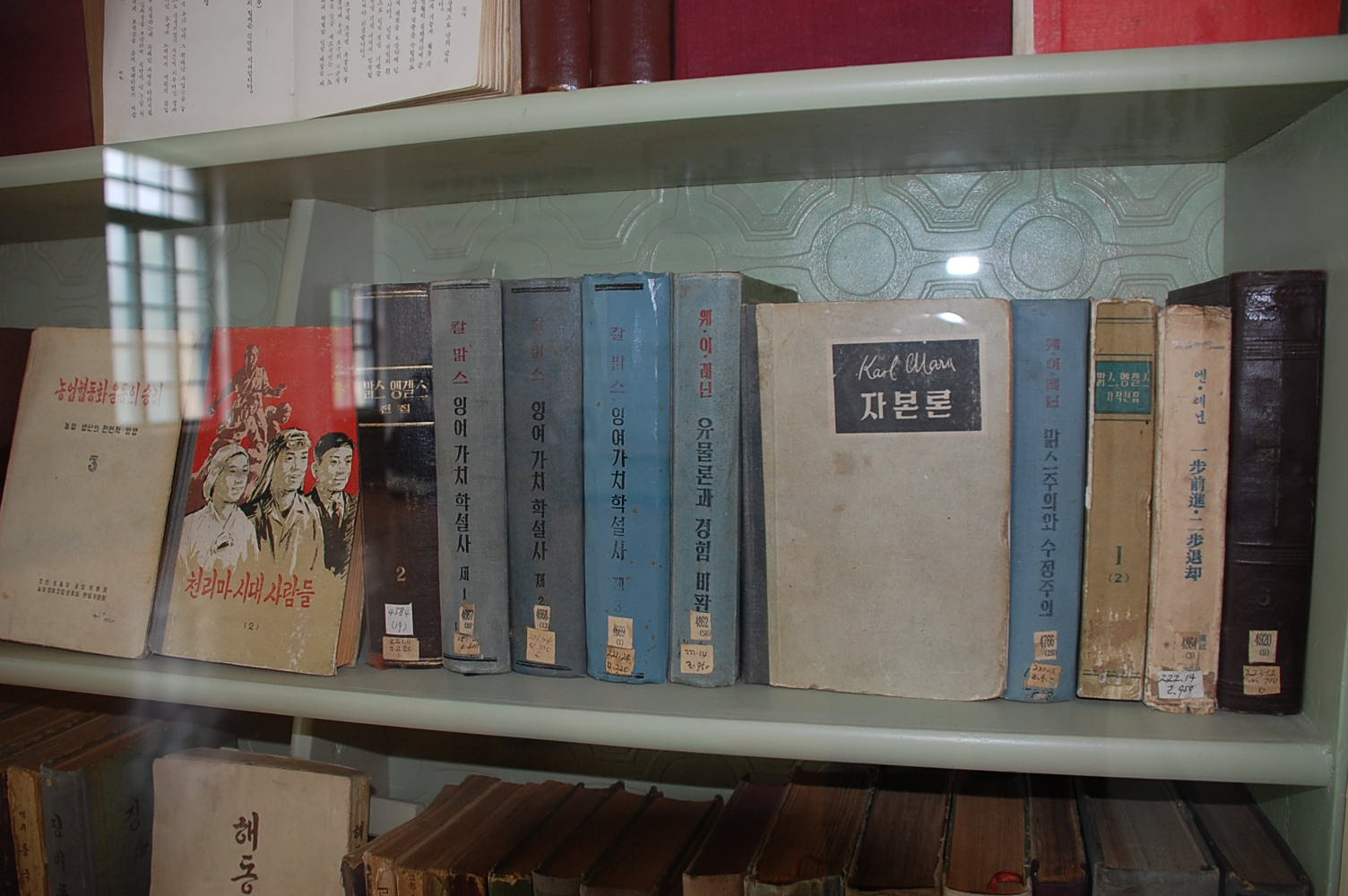
Книжкова полиця
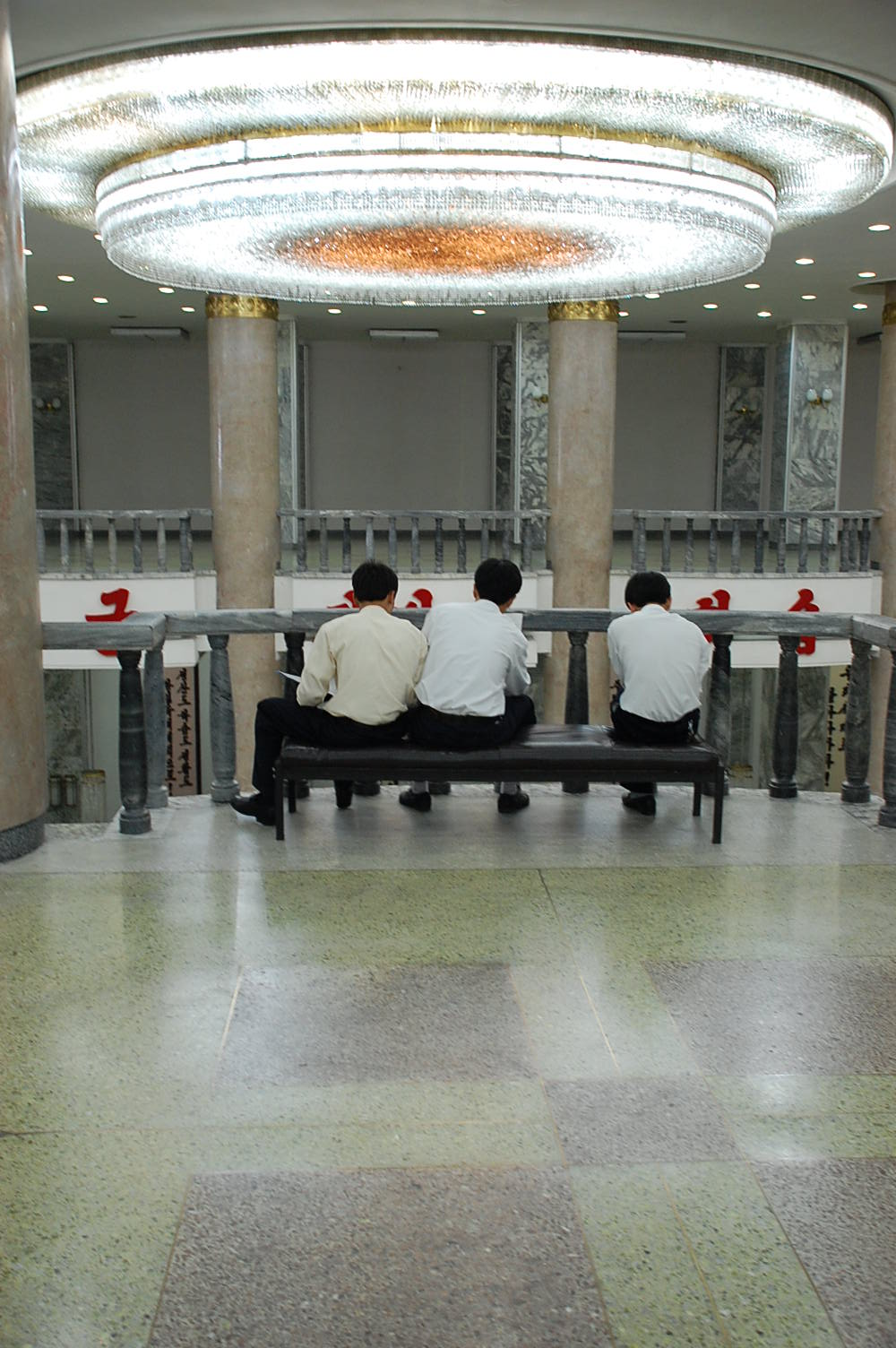
Фойє